# Timiryazev (Azerbaigian)
Timiryazev è un comune dell'Azerbaigian situato nel distretto di Quba. Conta una popolazione di 1.322 abitanti.